# Frauenalb

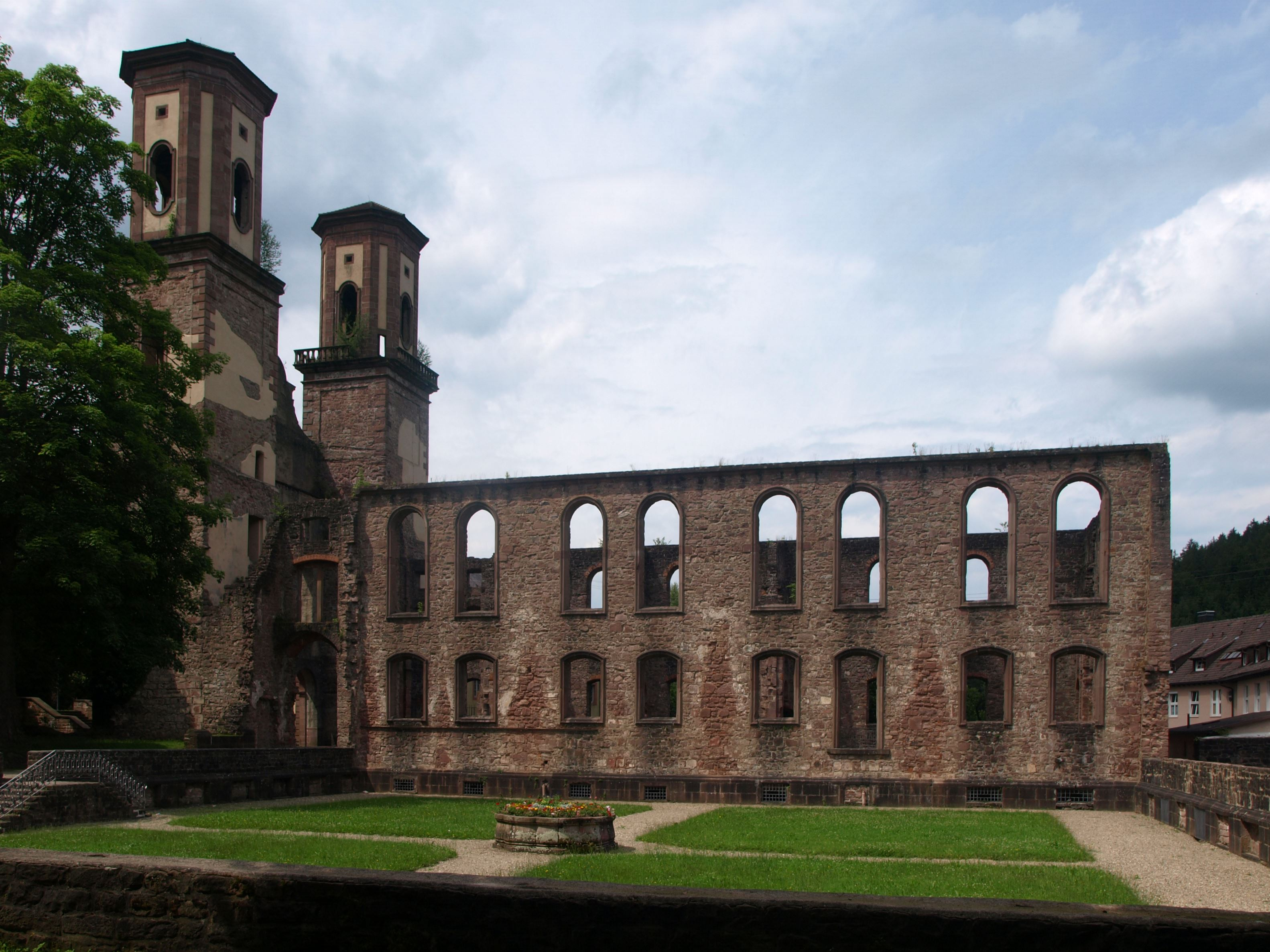
Südansicht der Klosterruine

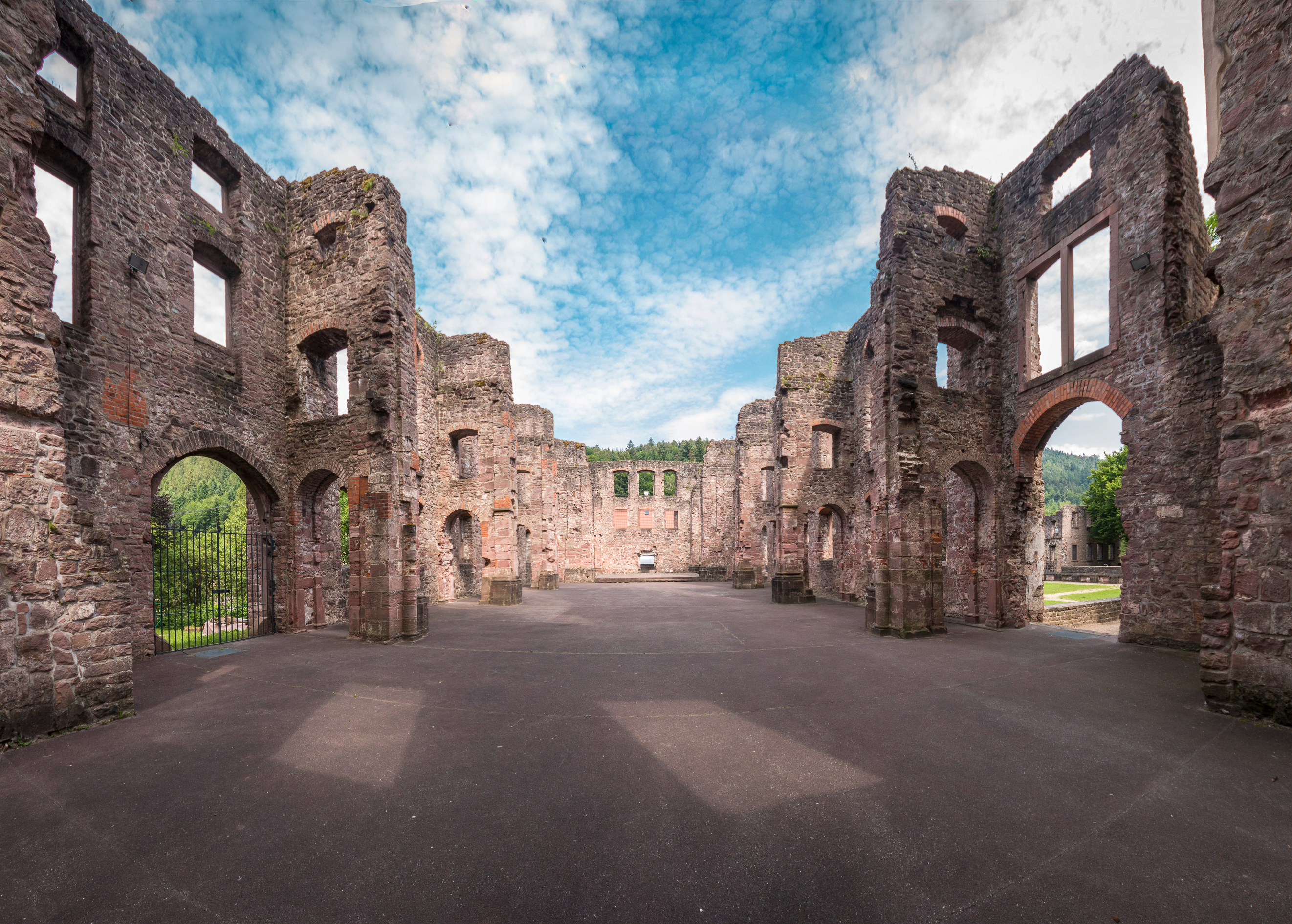
Das Innere der Kirchenruine

Frauenalb ist eine von einigen Häusern umgebene Klosterruine im oberen Albtal, flussabwärts und etwas nördlich von Bad Herrenalb auf der Gemarkung der Gemeinde Marxzell im Landkreis Karlsruhe in Baden-Württemberg. Frauenalb wurde kurz vor 1185 durch die Grafen von Eberstein als adliger Benediktinerinnenkonvent gegründet.
Unweit der Klosterruine am Klosterpfad zwischen Frauenalb und Bad Herrenalb ist die historische Grenze zwischen Baden und Württemberg – die heutige Kreisgrenze zwischen Landkreis Karlsruhe und Landkreis Calw – mit alten Schildern markiert.

## Gründungssage des Klosters

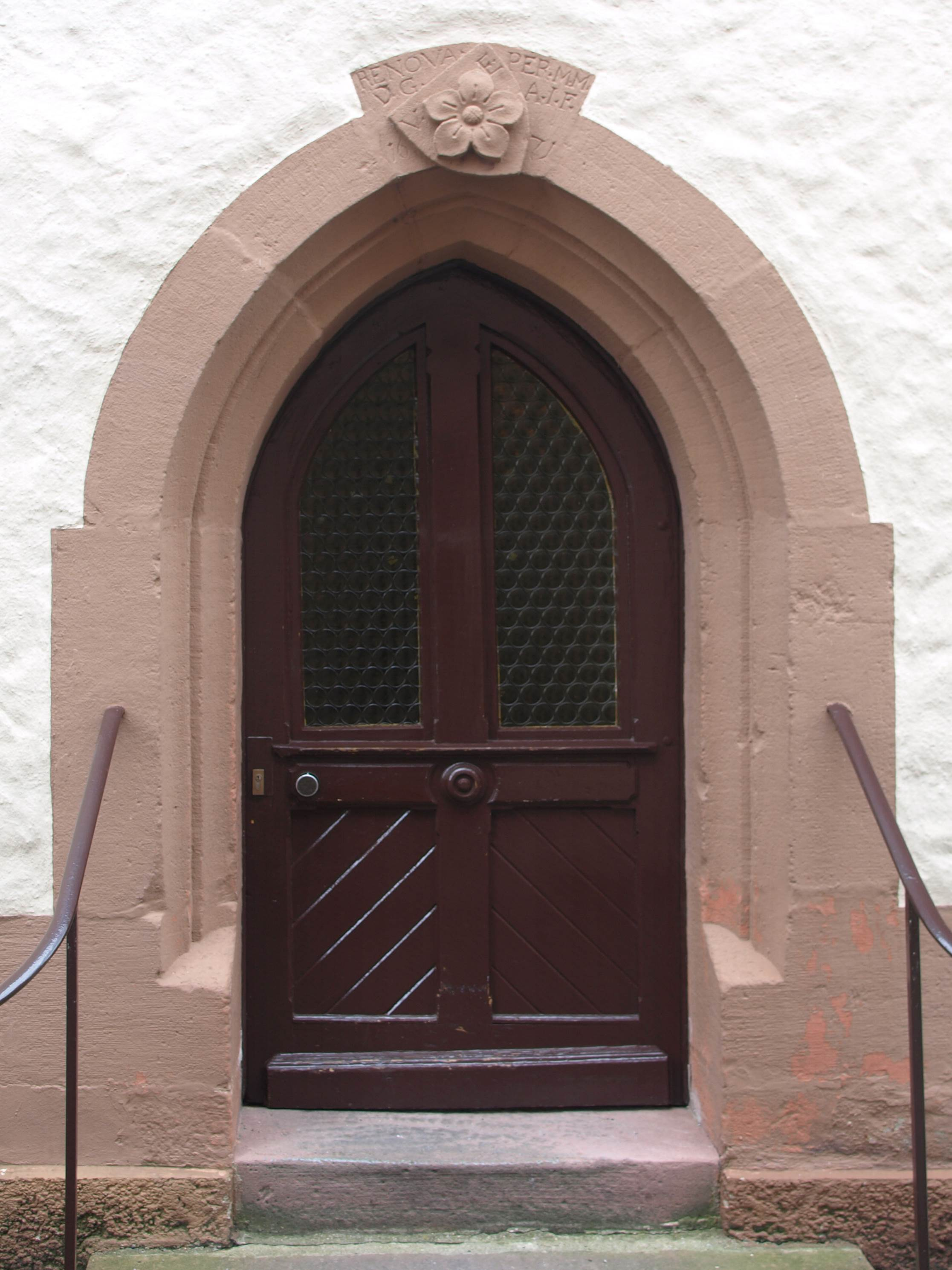
Gotisches Portal mit dem Wappen derer von Eberstein

Graf Froben Christoph von Zimmern berichtete in der so genannten Zimmerischen Chronik von 1566 über einen Graf Berthold von Eberstein, der als sagenhafter Gründer des Klosters Frauenalb galt.
Graf von Zimmern schrieb von einer Begebenheit, die sich im Jahre 1134 zugetragen haben soll und von einem Mitglied seiner Familie, nämlich Albrecht von Zimmern, erzählt. Dieser war im Stromberg mit anderen Adeligen unterwegs und hatte dort bei der Jagd eine „gespenstische Erscheinung“.
Albrecht von Zimmern ergraute auf der Stelle und gelobte eine Kirche zu bauen. Graf Erkinger von Magenheim, der unter den Adeligen der Jagdgesellschaft war, erlaubte es ihm, dies auf seinem Gebiet auszuführen. Er ergänzte die Kirche durch ein Kloster, wobei die Anlage den Namen Frauenzimmern erhalten sollte. Graf Berthold von Eberstein, der damals auch auf Schloss Magenheim weilte, zeigte große Anteilnahme an dem ergreifenden Erlebnis des Albrecht von Zimmern. Davon tief bewegt, entschloss er sich, ebenfalls ein Frauenkloster zu bauen. Daraus entwickelte sich schließlich Frauenalb.
Diese Gründungsgeschichte, oder zumindest das Gründungsdatum um 1135, galt bis Ende des 19. Jahrhunderts in Frauenalb als authentisch, auch wenn dies von Historikern schon damals bezweifelt wurde.

## Kloster Frauenalb

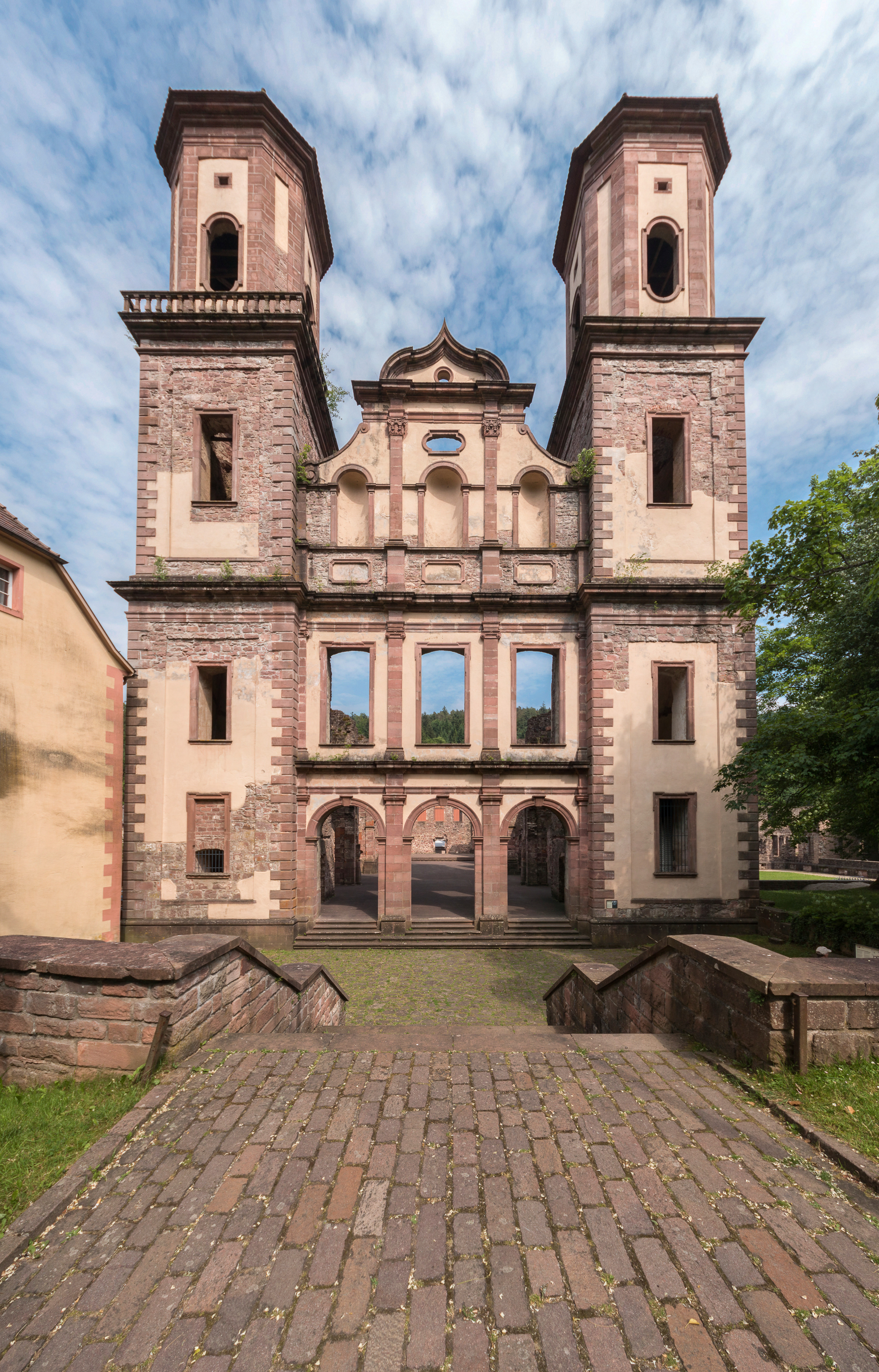
Die Westfassade der Klosterkirche mit den Türmen

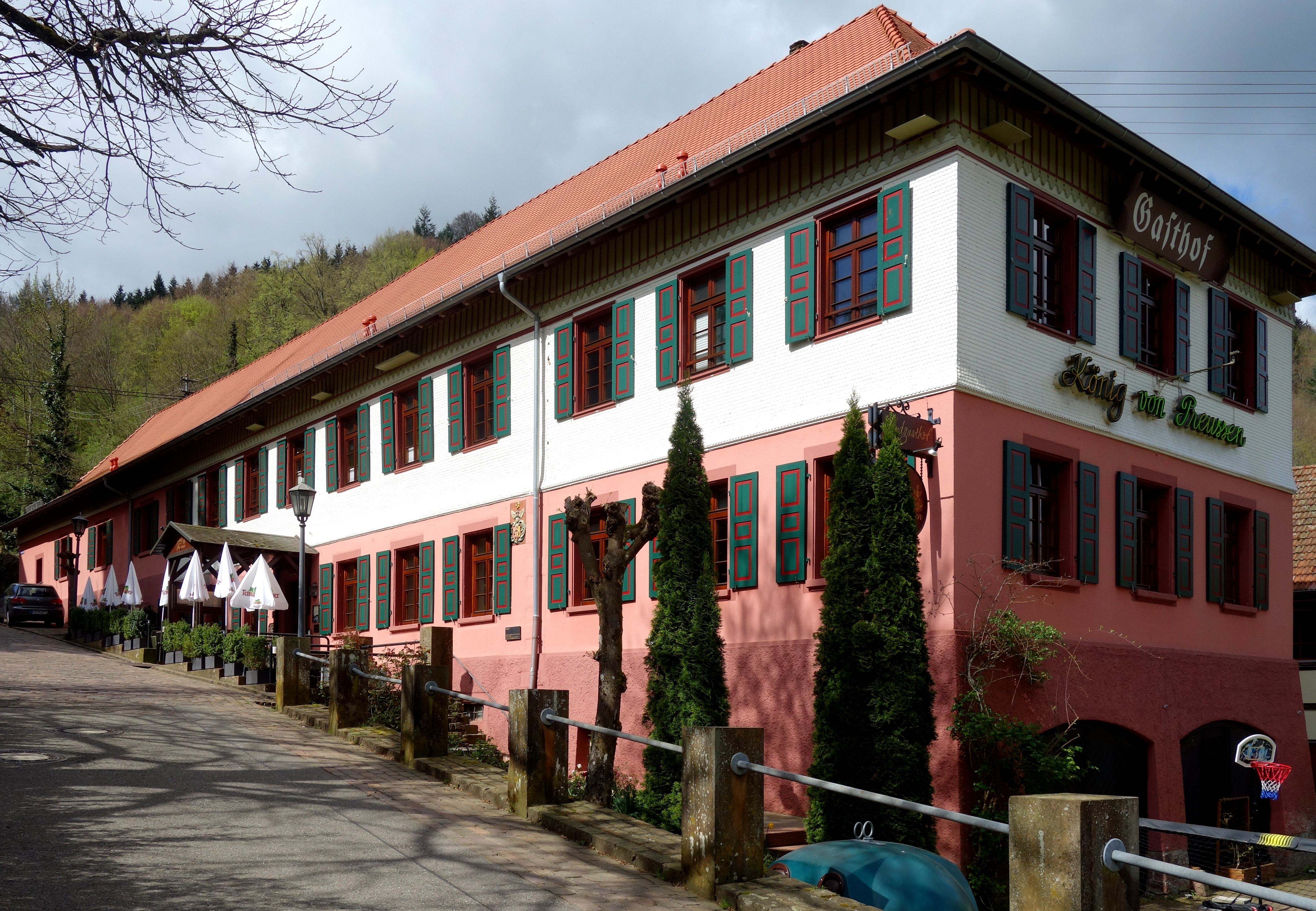
Gasthof König von Preußen

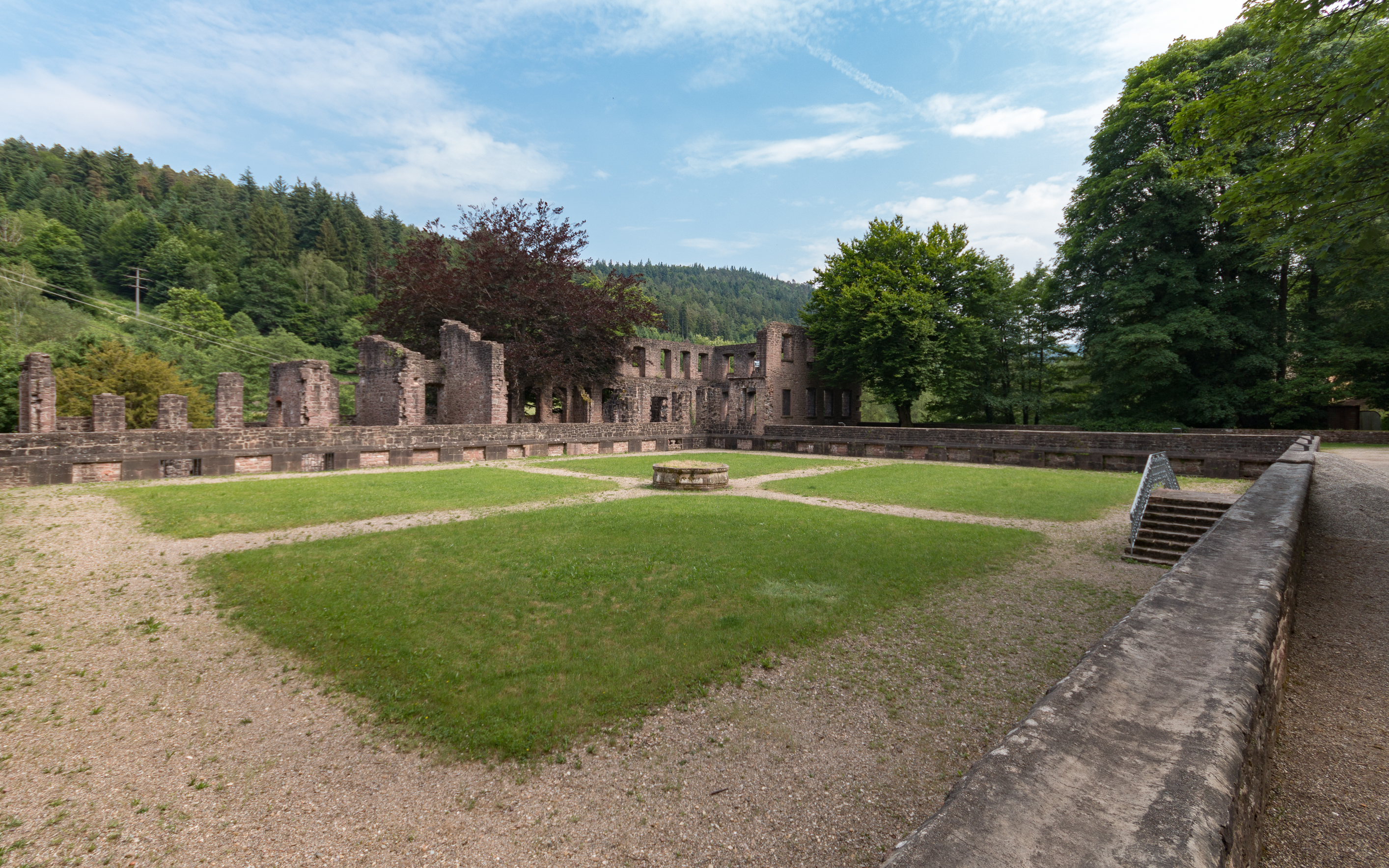
Die Überreste des Kreuzgangs

Das Freiadelsstift nahm nur Töchter aus adligen Familien auf. Die Klosterfrauen (bis 30 Konventsangehörige) hat man vielfach schon im jugendlichen Alter in Frauenalb untergebracht.
Mit seiner Mutter Uta zusammen stiftete Eberhard III. von Eberstein 1180/85 das Kloster Frauenalb, dem 1193 außer Schielberg noch Metzlinschwand und Muggensturm gehörten. Die Vogtei gelangte im 14. Jahrhundert an die Markgrafen von Baden (1341 Frowen Albe). In dem danach errichteten gotischen Klosterbau brach 1508 durch Unvorsichtigkeit einer Laienschwester ein Brand aus, der Abtei und Konvent mit Dorment und Refektorium verzehrte; erhalten blieb nur die 1404 bis 1406 wieder erbaute Kirche und das Siechenhaus. Das dann erneut aufgebaute Kloster wurde 1525 im Bauernkrieg ausgeraubt, erlangte aber durch seinen ausgedehnten Besitz bald wieder den früheren Wohlstand. Ein Inventar des 16. Jahrhunderts zeigt den umfangreichen Klosterbesitz mit Webstuben der Laienschwestern, Stallungen, Klostermühle, Gasthaus und Ziegelhütte.

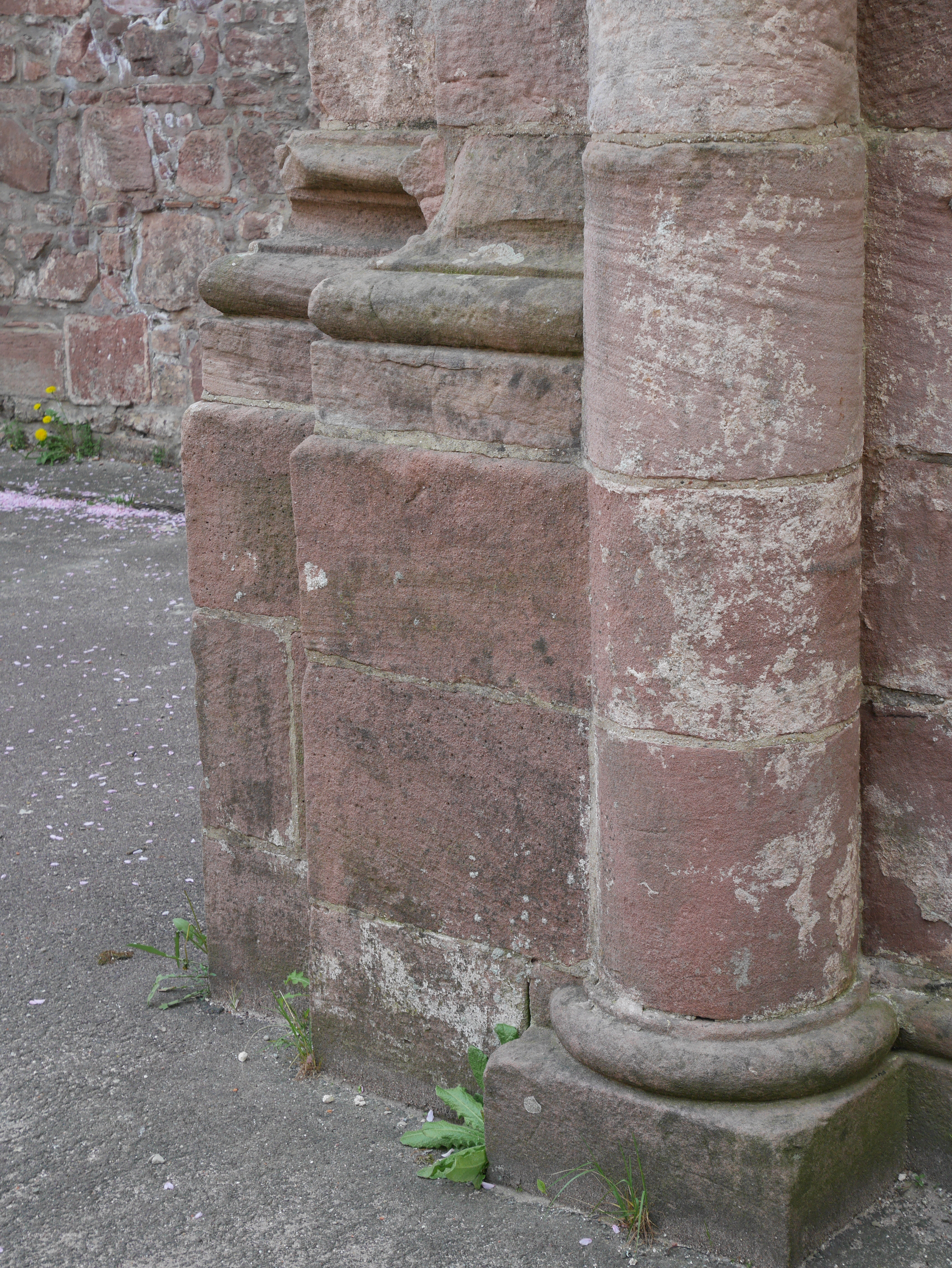
Kirche Säulenschaft mit niedriger Wulst über Basis

Zum Kloster gehörten auch die Conventbadstuben, die nach der Ordensregel von den Stiftsdamen freilich nur zwei- bis dreimal jährlich benutzt werden durften. 1553 bezog das Kloster Einkünfte aus 38 Dörfern rechts und 10 Dörfern links des Rheins. Als Markgraf Ernst Friedrich 1598 Frauenalb aufhob, betrugen allein die Einkünfte des Klosters an Wein, besonders von Ersingen (nordwestlich von Pforzheim), 260 Ohm (rund 39 000 Liter).
1605 hatte die letzte Stiftsfrau das Kloster verlassen. Im Dreißigjährigen Krieg wurde die Abtei 1631 wieder mit Benediktinerinnen vom adligen Stift Urspring belegt, sie mussten 1634 nach Lichtental flüchten und konnten erst 1645 wieder nach Frauenalb zurückkehren.
Nach Abbruch des alten Konventsgebäudes 1696 wurde bis 1704 ein neuer dreistöckiger Bau mit einer der Bergseite zugewandten Giebelfassade durch Johann Jakob Rischer nach einem Plan von Franz Beer (beide Vorarlberger) errichtet. Unter der Äbtissin Gertrudis von Ichtrazheim (1715–1755) entstand durch Peter Thumb (Beers Schwiegersohn) eine neue doppeltürmige Klosterkirche (1751 fertiggestellt).
Der ehemalige Klostergasthof Zum Straussen wurde 1793 von einer Freifrau von Wrede gebaut und Laufe der Zeit mehrfach umgestaltet. Die alte Klosterschmiede wurde integriert und mit Anbauten erweitert, wodurch der ursprüngliche Bau um das Doppelte verlängert wurde.
Heute beherbergt das Gebäude den Gasthof König von Preußen.
Durch den Frieden von Lunéville fiel 1802 das Freiadelsstift Frauenalb an Baden. Nach der Aufhebung 1803 wurde das Anwesen 1813–15 Militärlazarett und 1819 an Private versteigert. In den Gebäuden richteten sich Fabriken ein, wobei viermal Feuer ausbrach (1835, 1844, 1848, 1853); die Unternehmungen missglückten alle und hinterließen 1853 die Klosteranlage als ausgebrannte Ruinen.

## Nachgeschichte
Im 19. Jahrhundert erwarb Lambert Heinrich von Babo die Abteigebäude und wohnte hier auch zeitweise. Das Wappen der Familie von Babo über dem Außentor, des ehemaligen Hauses der Äbtissin, zeugt noch davon.
Von 1936 bis 1945 befand sich neben der Klosterruine in einem ehemaligen Hotel die Gauführerschule I des NSDAP-Gaus Baden. Dort fanden mehrwöchige Schulungen für Funktionäre statt.
1960 entstand eine »Stiftung Frauenalb«, die die Gebäudereste erwarb und erhalten will.

## Söhne und Töchter
- 1753, Franz Boos, Botaniker, Direktor der k. k. Hofgärten

## Äbtissinnen des Klosters

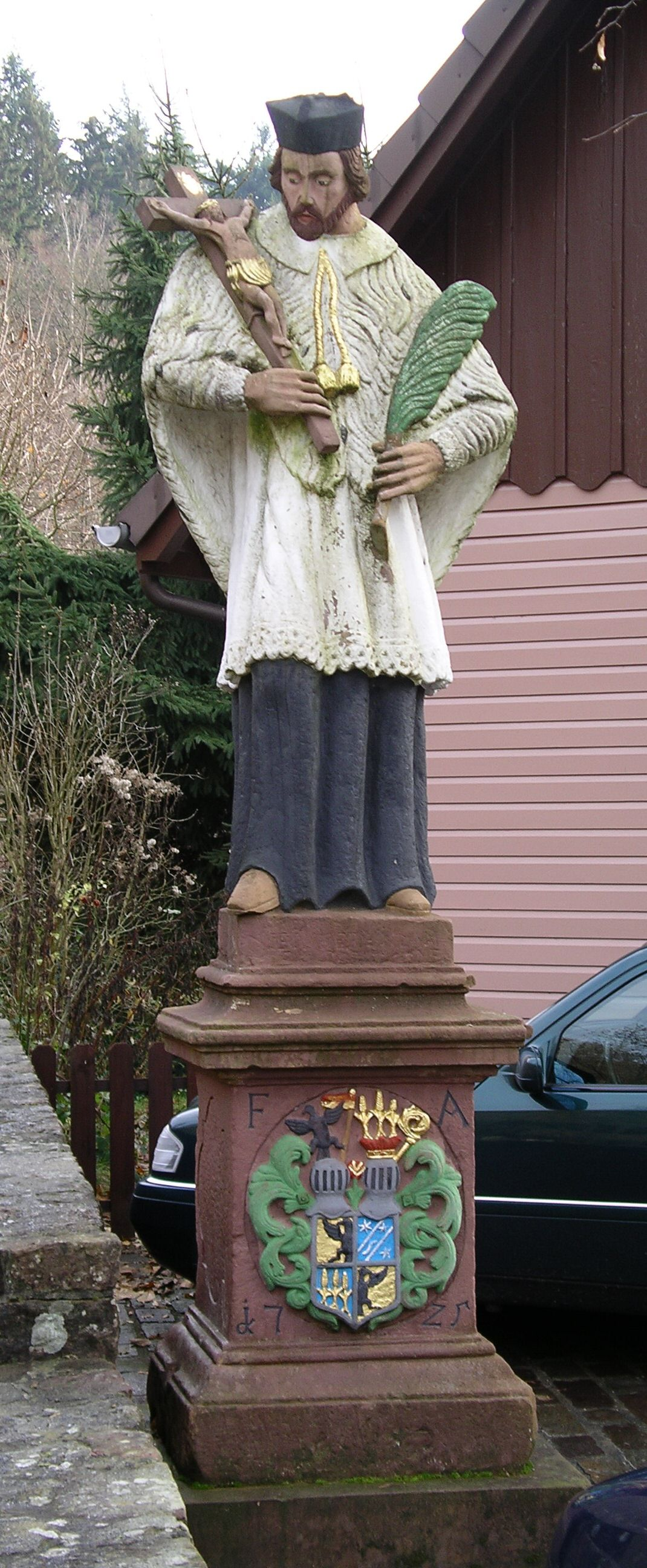
Nepomukstatue an der Albbrücke in Frauenalb mit dem Wappen der Äbtissin Maria Gertrud von Ichtratzheim

- Uta oder Utta I. von Eberstein, 1134–?
- Uta oder Utta II., 1193
- Gertrud I. von Weingarten, ?
- Agnes, 1335[5]
- Elisabeth von Eberstein, 1341–1346[6]
- Margarethe I. von Eberstein, † 1404
- Margarethe II. Truchsessin von Waldburg, 1404–?
- Elisabeth von Weingarten, † 1414
- Gertrud II. (Erlinda) von Weingarten, 1414–nach 1431
- Margarethe III. von Weingarten, † 1443
- Agnes von Gertringen, 1443–1474
- Margarethe IV. von Weingarten, 1474–1495
- Margarethe V. von Zorn, 1495–1502
- Margarethe VI. von Hoheneck-Enzberg, 1502–1507
- Scholastika Göler von Ravensburg, 1507–1537 (Schwester des Speyerer Domherrn David Göler von Ravensburg)
- Katharina I. von Remchingen, 1537–1550
- Katharina II. von Wittstatt (genannt Hagenbachin), 1550–1554
- Katharina III. von Bettendorf, 1554–1573
- Paula von Weitershausen, 1574–1597, † 1609
- 1598–1629 Aufhebung durch den protestantischen Markgrafen Ernst Friedrich von Baden-Durlach
- 1629–1631 Sedisvakanz
- Johanna Maria von Mandach, 1631–1642
- Maria Margarethe von Greith, 1642–168 (Glocke mit ihrem Namen Sulzbach, Pfarrkirche)[7]
- Maria Salome von Breitenlandenberg, 1684–1715
- Maria Gertrud von Ichtersheim oder Ichtratzheim, 1715–1761, † 1761, 78 Jahre alt
- Maria Abundantia von Stotzing, 1761–1774, * 1694 † 1776
- Marie Antonie von Beroldingen, 1774–1793, † 1793, 56 Jahre alt
- Maria Victoria Thekla von Wrede, 1793–1803
- 1803 Säkularisation, von Baden übernommen[8]

## Literatur

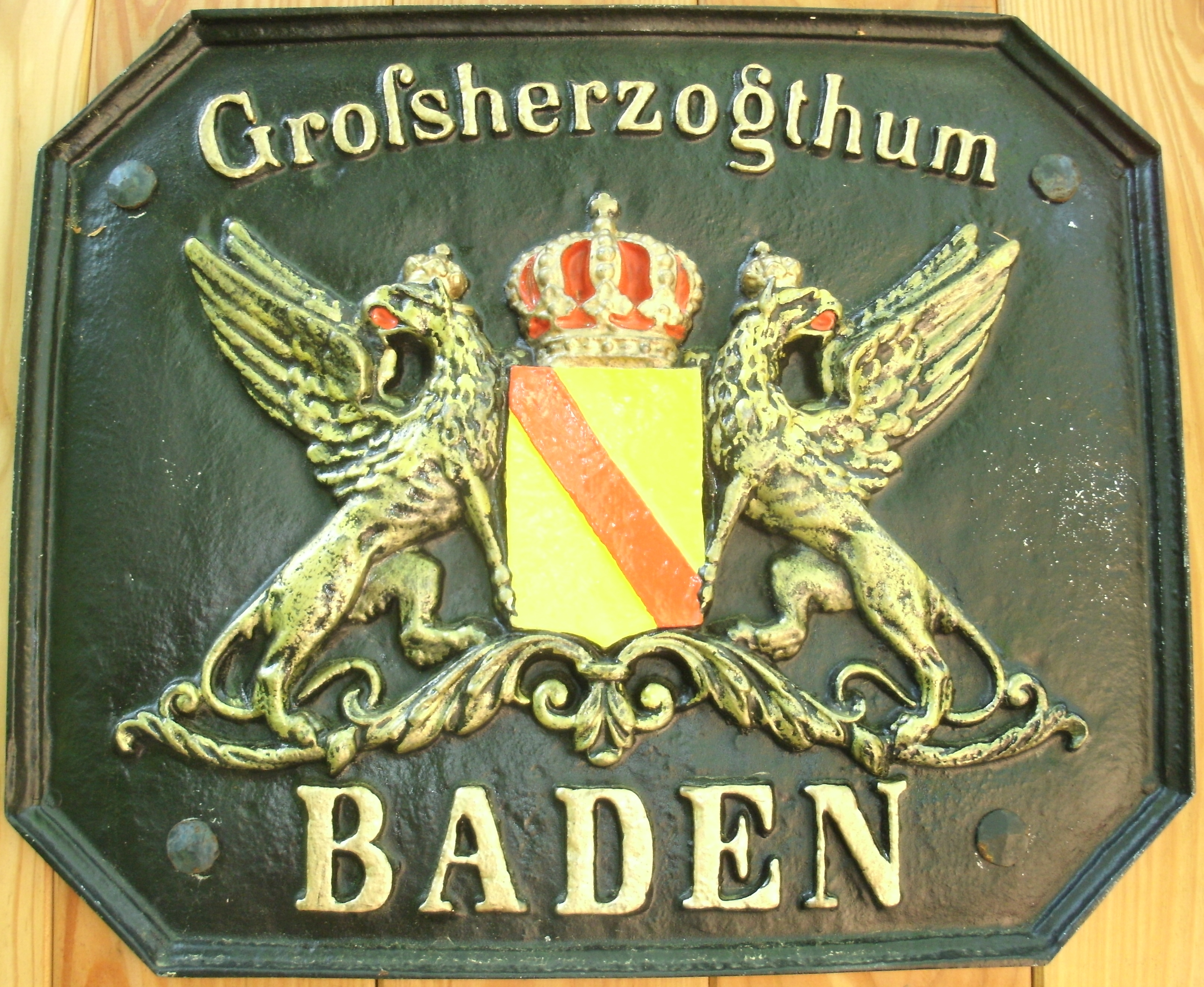
Historisches Grenzschild an der Grenze zum Großherzogtum Baden